# Georges Charmoille
Georges Charmoille est un gymnaste artistique français.
Aux Championnats du monde de gymnastique artistique 1903, il est médaillé d'or par équipe.
Il participe aux épreuves de gymnastique aux Jeux olympiques intercalaires de 1906 à Athènes, terminant 3e du concours général à 5 épreuves et du concours général à 6 épreuves, et aux Jeux de 1908 à Londres. 
Il est aussi médaillé d'or à la barre fixe et médaillé d'argent par équipe aux Championnats du monde de gymnastique artistique 1907.